# Сент-Аман (Крёз)
Сент-Ама́н (фр. Saint-Amand) — коммуна во Франции, находится в регионе Лимузен. Департамент коммуны — Крёз. Входит в состав кантона Обюссон. Округ коммуны — Обюссон.
Код INSEE коммуны — 23180.

## Население
Население коммуны на 2010 год составляло 513 человек.
| 1962 | 1968 | 1975 | 1982 | 1990 | 1999 | 2010 |
| ---- | ---- | ---- | ---- | ---- | ---- | ---- |
| 282  | 234  | 243  | 307  | 534  | 526  | 513  |

## Экономика
В 2010 году среди 339 человек трудоспособного возраста (15—64 лет) 254 были экономически активными, 85 — неактивными (показатель активности — 74,9 %, в 1999 году было 65,9 %). Из 254 активных жителей работали 228 человек (117 мужчин и 111 женщин), безработных было 26 (16 мужчин и 10 женщин). Среди 85 неактивных 19 человек были учениками или студентами, 42 — пенсионерами, 24 были неактивными по другим причинам.